# Emballage
Emballage er betegnelsen for produkter, som anvendes til indpakning, opbevaring, beskyttelse og transport af varer fra en producent til en forbruger. Emballage anvendes til både råvarer og forarbejdede varer. Den kan være fremstillet af mange forskellige materialer som glas, træ, plastic, metal eller papir.
Emballage er udformet efter det, den skal benyttes til: flasker, dåser, æsker og poser

## Typer emballage
- Primær emballage er den beholder eller indpakning som en vare kommer i. Når emballagen brydes, nås det endelige produkt.

- Sekundær emballage kaldes også multipakemballage. Det er emballage som samler et antal produktenheder i en større enhed som gør det nemmere at håndtere i forretningen. Fjernes den sekundære emballage ændrer det ikke noget ved varen eller produktet.

- Tertiær emballage eller transportemballage, er emballage, som benyttes ved håndtering af varer i transport for at gøre transporten nemmere eller beskytte varen.

Det er ved lov fastsat at fødevarer og medicinalvarer ikke må fragtes på træpaller, hvorfor mange mindre virksomheder med industrispecifik emballage er opstået de senere år. Her benyttes ofte bølgeplast / kanalplast, skumgummi, plastikbeholdere med mere.
Til øl og sodavand bruges i stort omfang dåser som engangsemballage. Der er et retur- og pantsystem på disse dåser.